# Melichrus
Melichrus  (лат.) — род растений семейства Вересковые.

## Ботаническое описание
Кустарники с узкими овальными листьями; черешок невыражен или отсутствует.
Цветки одиночные; чашелистиков 5.
Плод — костянка.

## Ареал
4 вида рода Melichrus являются эндемиками Австралии.

## Виды
Род включает в себя следующие виды:
- Melichrus adpressus A.Cunn. ex DC.
- Melichrus erubescens A.Cunn. ex DC.
- Melichrus hirsutus J.B.Williams
- Melichrus procumbens (Cav.) Druce
- Melichrus urceolatus R.Br.

Согласно The Plant List, этот род является монотипным и включает единственный вид Melichrus procumbens (Cav.) Druce.